# Dobijakowate
Dobijakowate (Ammodytidae) – rodzina morskich ryb okoniokształtnych.
Występowanie: Ocean Arktyczny, Indyjski, Spokojny i Atlantycki. W polskich wodach Morza Bałtyckiego występuje dobijak i tobiasz.

## Cechy charakterystyczne
- ciało długie, pokryte drobnymi łuskami
- długa płetwa grzbietowa
- brak promieni twardych w płetwie grzbietowej i odbytowej
- zwykle brak płetw brzusznych
- linia boczna przebiega wzdłuż grzbietu
- brak zębów
- brak pęcherza pławnego
- dorastają do 30 cm

## Klasyfikacja
Rodzaje zaliczane do tej rodziny:
Ammodytes — Ammodytoides — Bleekeria — Gymnammodytes — Hyperoplus — Lepidammodytes — Protammodytes